# プルシアンブルーの肖像 オリジナル・サウンドトラック
『プルシアンブルーの肖像 オリジナル・サウンドトラック』（プルシアンブルーのしょうぞう オリジナル・サウンドトラック）は、日本のロックバンドである安全地帯によるサウンドトラック。
同バンドのメンバーである玉置浩二主演の東宝映画『プルシアンブルーの肖像』（1986年）のサウンドトラックとして制作され、1986年8月1日にKitty Recordsからリリースされた。
本作は安全地帯名義として発表され、作詞は「青空」および「夢」、「ゆびきり」、「プルシアンブルーの肖像」のみ松井五郎、作曲は玉置と星勝に矢萩渉および六土開正、プロデューサーは星と金子章平および安全地帯が担当している。

## 録音、制作
映画『プルシアンブルーの肖像』（1986年）は玉置浩二と作詞家の松井五郎が共同で原案を担当している。松井は玉置の役柄をアルフレッド・ヒッチコックの映画『サイコ』（1960年）におけるアンソニー・パーキンスのイメージを当てはめてストーリーを構成している。同映画において松井は、「子供時代に誰もが体験したことのある空間の恐怖感と、はじめてひとを好きになったときの衝動を軸に展開した」と述べている。玉置が演じた萩原秋人は失語症を患っているというそれまでの玉置のイメージと正反対の役柄であり、歌によって確立された玉置の妖艶なイメージはなかったが、玉置と石原真理子との不倫交際が破局したと聞かされていた松井にはその役柄に違和感はなかったと述べている。映画内における内向的な少女と過去に自身が殺害した初恋の少女を重ね合わせ苦悩する青年というイメージに合わせて、松井は「夢」の歌詞を制作した。
映画のクランクアップ後、本作制作のために玉置と松井は監督とともに都内ホテルの最上階に集合。しかし3人による会話は弾まず、また松井は作詞が難航していたために初めて作詞を行った時の事を思い出して「ゆびきり」の歌詞を制作した。同映画に出演したことを切っ掛けとして玉置は映画やテレビドラマに多数出演するようになり、バブル経済の影響もありメディアミックス戦略の先鋒を切る形となった。

## リリース、メディアでの使用、批評、チャート成績
| 専門評論家によるレビュー | 専門評論家によるレビュー |
| レビュー・スコア         | レビュー・スコア         |
| 出典                     | 評価                     |
| ------------------------ | ------------------------ |
| CDジャーナル             | 肯定的                   |

本作は1986年8月1日にLPレコードおよびカセットテープの2形態でリリースされ、8月5日にはCDとしてもリリースされた。本作収録曲の内、「プルシアンブルーの肖像」が東宝配給映画『プルシアンブルーの肖像』の主題歌として使用、また大王製紙「エリス」のコマーシャルソングとしても使用された。
音楽情報サイト『CDジャーナル』では、以前から玉置が映画出演を望んでいたことや同作がミステリアスなストーリー展開であることを紹介した上で、日本の小学校における15年前の出来事を描いた物語に相応しいサウンドであると指摘し「幻想的なサウンドが楽しめる」と肯定的に評価した。オリコンアルバムチャートにおいて本作のLPレコードは最高位第4位の登場週数14回で売り上げ枚数は11.7万枚、CDは最高位第4位の登場週数11回で売り上げ枚数は4.6万枚となり、売り上げ枚数は累計で16.3万枚となった。
1990年7月25日、1992年11月21日にはCDのみ再リリースされた。2013年9月18日には期間限定生産盤としてユニバーサル・ミュージックからSHM-CDにて「永遠のサントラBEST & MORE 999」シリーズの1作品として再リリースされた。それ以外にも1996年10月2日にはCD-BOX『安全地帯 メモリアル・コレクション』に収録され、2010年6月23日にはCD-BOX『安全地帯BOX 1982-1993』に収録されて再リリースされた。

## カバー
本作の収録曲は以下の歌手によってカバーされている。「プルシアンブルーの肖像」に関しては同項目を参照。
「青空」
- デリック・ワン（温兆倫） - 広東語バージョン、「再見Lady」のタイトルでアルバム『沒有你之後』（1990年）に収録。

「ゆびきり」
- アルバート・アウ（區瑞強） - 広東語バージョン、「未想講再見」のタイトルでアルバム『許願』（1986年）に収録。
- 林葉亭（中国語版） - 北京語バージョン、「吹泡泡等你」のタイトルで1993年にリリース。

## 収録曲
| #         | タイトル           | 作詞      | 作曲      | 編曲           | 時間  |
| --------- | ------------------ | --------- | --------- | -------------- | ----- |
| 1.        | 「青空」           | 松井五郎  | 玉置浩二  | 星勝、安全地帯 | 3:15  |
| 2.        | 「旧校舎のテーマ」 |           | 矢萩渉    | 星勝、安全地帯 | 7:57  |
| 3.        | 「夢」             | 松井五郎  | 玉置浩二  | 星勝、安全地帯 | 2:46  |
| 4.        | 「時計塔のテーマ」 |           | 星勝      | 星勝、安全地帯 | 5:25  |
| 5.        | 「ゆびきり」       | 松井五郎  | 玉置浩二  | 星勝、安全地帯 | 2:58  |
| 合計時間: | 合計時間:          | 合計時間: | 合計時間: | 合計時間:      | 22:21 |

| #         | タイトル                           | 作詞      | 作曲      | 編曲           | 時間  |
| --------- | ---------------------------------- | --------- | --------- | -------------- | ----- |
| 6.        | 「プルシアンブルーの肖像」         | 松井五郎  | 玉置浩二  | 星勝、安全地帯 | 4:27  |
| 7.        | 「冬花」                           |           | 玉置浩二  | 星勝、安全地帯 | 2:46  |
| 8.        | 「カズミ」                         |           | 六土開正  | 星勝、安全地帯 | 7:05  |
| 9.        | 「Bye Bye マーチからエンディング」 |           | 玉置浩二  | 星勝、安全地帯 | 3:24  |
| 合計時間: | 合計時間:                          | 合計時間: | 合計時間: | 合計時間:      | 17:42 |

## スタッフ・クレジット

### 安全地帯
- 玉置浩二 – ボーカル
- 矢萩渉 – ギター
- 武沢豊 – ギター
- 六土開正 – ベース
- 田中裕二 – ドラムス

### 参加ミュージシャン
- 最上三樹生 – MIDIイクイップメント・オペレーター
- 加藤グループ – ストリングス
- 八木伸夫 – ハーモニカ
- 中西康晴 – キーボード
- 渡辺雅二 – キーボード
- 川島裕二 – シンセサイザー
- 金山功 – ティンパニ
- 兼崎順一 – トランペット
- 白山文男 – トランペット
- 横山ヒトシ – トランペット
- 森の木児童合唱団

### 録音スタッフ
- 多賀英典 – エグゼクティブ・プロデューサー
- 星勝 – プロデューサー
- 金子章平 – プロデューサー
- 安全地帯 – プロデューサー
- 高橋良一 – アシスタント・プロデューサー
- 諸鍜治辰也 – レコーディング・エンジニア、リミックス・エンジニア
- 中鉢源九郎正網 – アシスタント・エンジニア

### 制作スタッフ
- PEARL DRUMS – スペシャル・サンクス
- DADARIO STRINGS – スペシャル・サンクス
- くろさわのぼる – スペシャル・サンクス

### 美術スタッフ
- 駒形克己 – アート・デザイン
- 鵜野沢佳祐 – デザイン
- 矢島功 – イラストレーション

## チャート
| チャート         | 最高順位 | 登場週数 | 売上数   | 規格 | 出典  |
| ---------------- | -------- | -------- | -------- | ---- | ----- |
| 日本（オリコン） | 4位      | 14回     | 11.7万枚 | LP   | [ 2 ] |
| 日本（オリコン） | 4位      | 11回     | 4.6万枚  | CD   |       |

## リリース日一覧
| No. | 地域 | リリース日     | レーベル             | 規格   | 規格品番   | 備考                                              | 出典          |
| --- | ---- | -------------- | -------------------- | ------ | ---------- | ------------------------------------------------- | ------------- |
| 1   | 日本 | 1986年8月1日   | Kitty Records        | LP     | 28MS 0100  |                                                   | [ 2 ]         |
| 2   | 日本 | 1986年8月1日   | Kitty Records        | CT     | 28CS 0100  |                                                   |               |
| 3   | 日本 | 1986年8月5日   | Kitty Records        | CD     | H33K-20040 |                                                   |               |
| 4   | 香港 | 1986年         | ポリドール・レコード | LP     | KTCR-1036  |                                                   |               |
| 5   | 日本 | 1990年7月25日  | Kitty Records        | CD     | KTCR-1036  |                                                   | [ 14 ]        |
| 6   | 日本 | 1992年11月21日 | Kitty Records        | CD     | KTCR-1207  |                                                   | [ 8 ] [ 15 ]  |
| 7   | 日本 | 1996年10月2日  | Kitty Records        | CD     | KTCR-1605  | CD-BOX『安全地帯 メモリアル・コレクション』に収録 | [ 16 ] [ 17 ] |
| 8   | 日本 | 2010年6月23日  | UMJ                  | SHM-CD | UPCY-9201  | CD-BOX『安全地帯BOX 1982-1993』に収録             | [ 18 ] [ 19 ] |
| 9   | 日本 | 2013年9月18日  | UMJ                  | SHM-CD | UPCY-9361  | 期間限定生産盤                                    | [ 20 ] [ 21 ] |